# Кавелин, Александр Александрович (1832)
Александр Александрович Кавелин (1832—1906) — генерал-лейтенант русской императорской армии; губернатор Таврической и Смоленской губерний.

## Биография
Родился 14 (26) июня 1832 года в семье генерала, директора Пажеского корпуса Александр Александрович Кавелина. Имел десятерых братьев и сестёр.
Окончил Пажеский корпус в 1851 году по первому разряду; выпущен прапорщиком в лейб-гвардии Измайловский полк.
В 1861 году был произведён в полковники (Выс. приказ 19 мая 1863), затем — флигель-адъютант, генерал-майор на основании Манифеста 1762 г. со старшинством от 30 августа 1871 (Выс. приказ 30 августа 1869), генерал-лейтенант (Выс. пр. 30 августа 1881).
С 21 июля 1873 по 22 ноября 1881 года — губернатор Таврической губернии. С 25 ноября 1881 по 1 марта 1886 года — губернатор Смоленской губернии.
Умер 7 (20) сентября 1906 года. Похоронен на Никольском кладбище Александро-Невской лавры.

## Награды
Российские награды:
- орден Святого Станислава 3-й степени (Выс. пр. 1856)
- орден Святого Владимира 4-й степени  (Выс. пр. 1861)
- орден Святого Владимира 3-й степени (1870)
- орден Святого Станислава 1-й степени (Выс. пр. 1874)
- орден Святой Анны 1-й степени (Выс. пр. 1878)
- орден Святого Владимира 2-й степени (Выс. пр. 1885)

Иностранные награды:
- кавалерский баденский орден Церингенского льва (1857),
- командорский крест гессенского Ордена Людвига 1-го кл. (1870),
- черногорский орден Князя Даниила I 1-й ст. (1883),
- большой крест баденского ордена Церингенского Льва (1883)

## Семья
Был женат (с 8 ноября 1870 года) на Ольге Константиновне Огаревой, дочери генерал-лейтенанта К. И. Огарёва. Дети:
- Александр (1873 — 28.01.1929)
- Ольга (1876—?)
- Николай (1881—?)
- Константин